# Monoxia brisleyi
Monoxia brisleyi är en skalbaggsart som beskrevs av Blake 1939. Monoxia brisleyi ingår i släktet Monoxia och familjen bladbaggar. Inga underarter finns listade i Catalogue of Life.